# Lacey Township (New Jersey)
Lacey è un comune (township) degli Stati Uniti d'America nella contea di Ocean, nello Stato del New Jersey. 
Deve il suo nome a John Lacey, generale della guerra d'indipendenza americana.
Nel territorio di questo comune è posta la centrale nucleare di Oyster Creek, una delle prime ad operare in tutti gli Stati Uniti.